# Barrage Gatún
Le barrage Gatún est un grand barrage sur la rivière Chagres au Panama, près de la ville de Gatún. Le barrage, construit entre 1907 et 1913, est un élément crucial du canal de Panama ; il retient le lac Gatún qui transporte les navires sur 33 km de leur transit dans l'isthme. Il produit aussi de l'énergie hydroélectrique utilisée en partie pour activer les écluses et autres équipements du canal.
La construction du barrage fut un défi aux ingénieurs, éclipsé seulement par l'excavation en parallèle de la coupe Gaillard. Lors de son ouverture, le barrage était le plus grand barrage en terre au monde, et le lac Gatún était le plus grand lac artificiel au monde.

## Description
Le barrage est situé dans la vallée de la rivière Chagres, à 10 km en amont de l'embouchure dans la mer des Caraïbes. Les montagnes bordant la vallée forment un creux de 2 km à cet endroit avec une montagne rocheuse en son centre. Le centre de ce creux a été comblé par un barrage en terre de 640 m d'épaisseur à sa base, de 2 300 mètres de long à son sommet, 121 m de large au niveau de la surface, et 30 m de large au sommet (9 m au-dessus du niveau moyen du lac).
L'ouvrage d'évacuation est construit sur la montagne centrale ; il est constitué d'un barrage en béton armé semi-circulaire, régulant le flux d'eau par un canal en béton armé construit sur la pente aval. Les sas d'écoulement mesurent 225 m à son sommet. Il est conçu de telle manière que l'eau converge vers son centre à partir de directions opposées et se stabilise, afin de minimiser l'érosion en aval.
L'écoulement est complété par quatorze vannes soutenues par des piliers en béton armé de 14 m de large et de 6 m de haut. Ces vannes sont commandées électriquement et sont levées ou abaissées par le flux d'eau. Sa capacité, lorsque le lac est à 26,5 m, est de 4 100 m3/s, plus que le flux maximal de la rivière Chagres. En supplément, des canaux souterrains dans les écluses permettent d'écouler 1 400 m3/s.
Le lac couvre une aire de 425 km2 à son niveau normal.

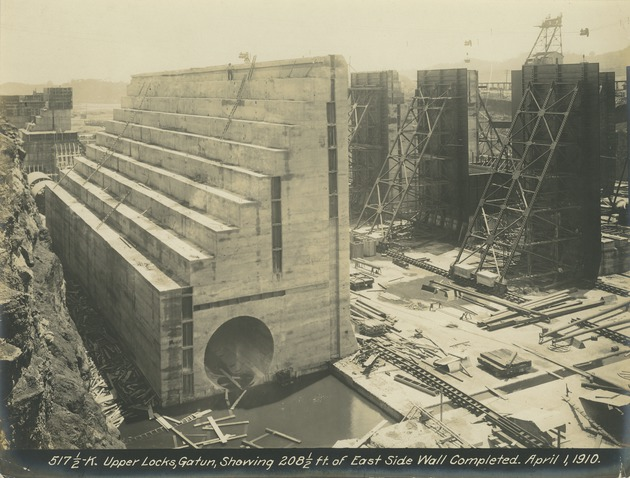
Écluses supérieures de Gatun achevée, 1er avril 1910..

## Énergie

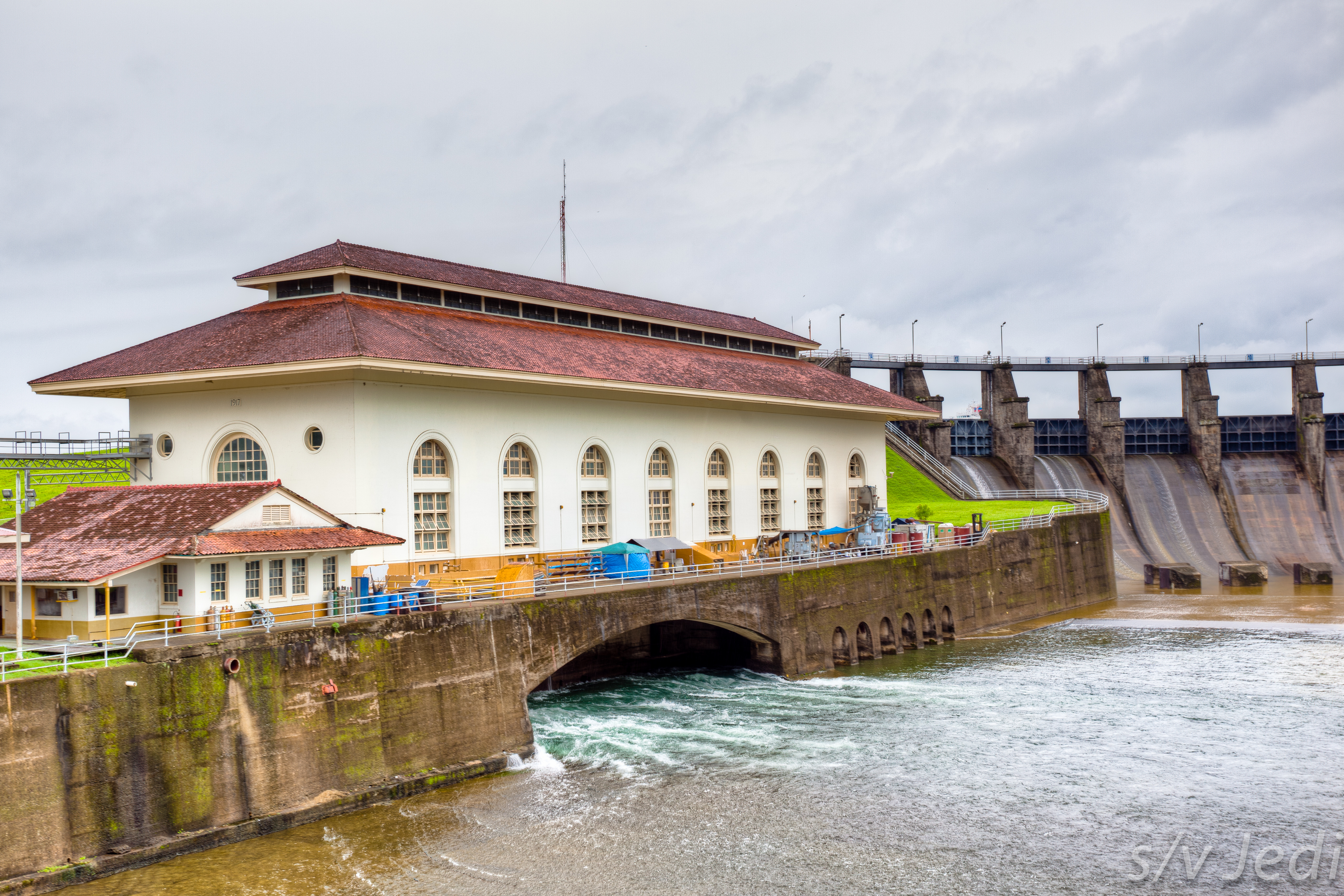
Centrale électrique du barrage Gatún

Le barrage contient une station hydroélectrique du côté est du canal de décharge. Trois générateurs produisent ainsi 6 MW d'électricité, utilisée pour les écluses du canal, l'éclairage et les villages alentour.

## Construction

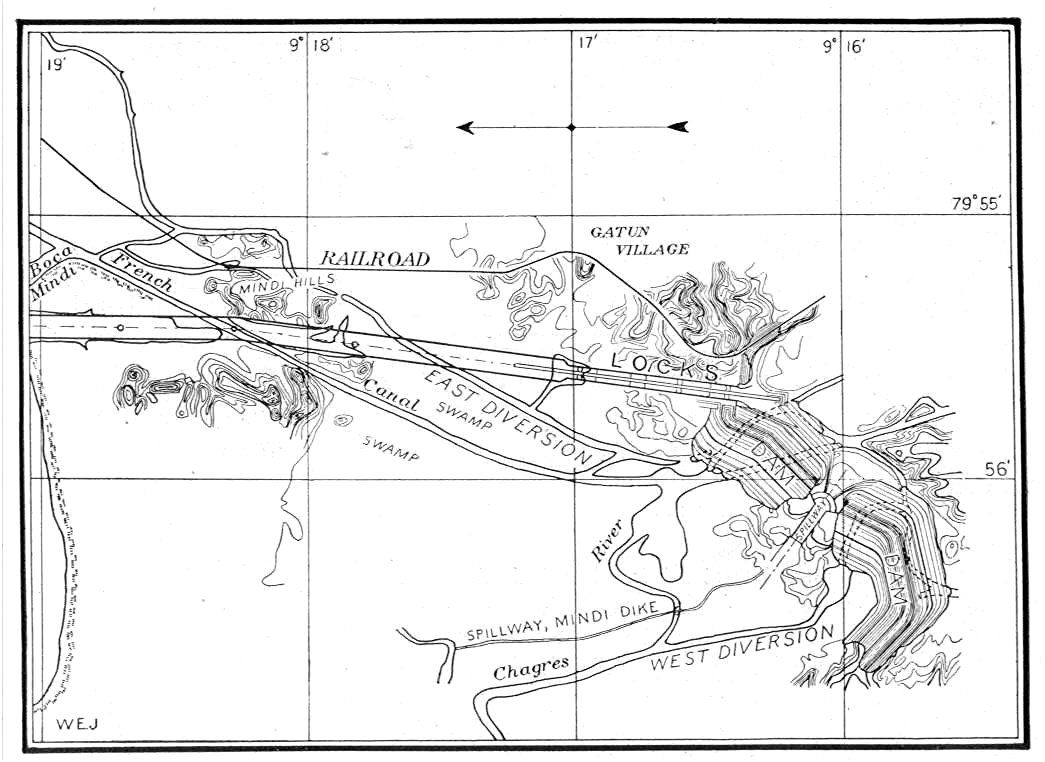
Carte de l'époque de la construction montrant la zone autour du barrage et des écluses, avec les excavations françaises en arrière-plan.

Comme décrit dans l'histoire du canal de Panama, la construction du canal a d'abord été dirigée par une équipe française, dans le but de construire un canal au niveau de la mer reliant les deux côtes, ce qui ne nécessitait pas de barrage. Quand les États-Unis prirent le contrôle en 1904, une phase de préparation commença et aboutit en 1906 à la décision de construire un canal avec écluses.
Avant même que la décision ne soit prise, le major George Washington Goethals, ingénieur en chef de l'effort de construction, avait déjà conduit des recherches afin d'examiner la possibilité de construire un barrage à cet endroit.
La localisation de Gatun en faisait un endroit idéal pour un barrage, les montagnes formant une large cuvette se resserrant près de l'embouchure, avec un fond rocailleux en son centre ; le seul problème était l'échelle du barrage, jusque-là inégalée.
Le barrage fut construit en créant deux murs parallèles en pierre distants de 366 m en utilisant les matériaux de déblais à Culebra et sur les sites des écluses. Entre les murs, une paroi imperméable fut créée en utilisant une technique de remplissage hydraulique, facilité par l'argile molle présente dans la vallée. Des dragues furent utilisées pour creuser cette argile, la pomper pour l'envoyer entre les murs externes du barrage. Les matériaux se sont tassés et l'eau s'est évacuée. Un centre de ciment naturel se trouvait donc dans le barrage.
Après que le barrage fut construit à la hauteur voulue, toute la zone en amont fut renforcée en immergeant de gros rochers, en particulier aux endroits soumis à l'action des vagues. Le barrage est composé de 17 millions de mètres cubes de matériaux. Il couvre une surface de 1,17 km2.